# The Diamond from the Sky
The Diamond from the Sky er en amerikansk stumfilm fra 1915 af William Desmond Taylor og Jacques Jaccard.

## Medvirkende
- Lottie Pickford som Esther Stanley
- Irving Cummings som Arthur Stanley II
- William Russell som Blair Stanley
- Charlotte Burton som Vivian Marston
- Eugenie Forde som Hagar Harding